# Bon Joli
Bon Joli — российская сеть парфюмерно-косметических магазинов. Штаб-квартира расположена в Казани. В качестве самостоятельной сети магазинов бренд «Бон Жоли» был запущен в 2008 году. Головная компания сети до 2011 года — общество с ограниченной ответственностью «Такос», после 2011 — ООО «Алькор и Ко».

## История
Основана в 1994 году в Казани под названием «Такос», первоначально занималась дистрибьюторством и оптовыми поставками парфюмерии и косметики. С 2001 года начала развитие сети магазинов в Поволжско-Уральском регионе по франчайзинговой схеме под маркой Ile de Beaute, к концу 2007 года «Такосу» принадлежали 25 магазинов в Поволжье и на Урале.

### Bon Joli
В июне 2008 года 70 % «Такоса» были выкуплены ООО «Алькор и Ко», который к тому моменту уже управлял сетью магазинов Л’Этуаль и на условиях франчайзинга сетью Sephora в России, расторгнув соглашение  с управляющей российской парфюмерно-косметической сетью Ile de Beauté (дочернее предприятие оператора ОАО «Единая Европа — С. Б.»).
В результате, на рынок был выпущен новый бренд — «Bon Joli» («Бон Жоли»), который уже осенью заработал в качестве самостоятельной федеральной сети магазинов парфюмерии и косметики. ООО «Алькор и Ко» решило объединить усилия «Л’Этуаль» и «Бон Жоли» в работе с арендодателями и поставщиками). На июль 2010 года сеть Bon Joli состоит из более 40 магазинов в 16 городах России (Москва, Казань, Альметьевск, Ижевск, Йошкар-Ола, Набережные Челны, Нижнекамск, Оренбург, Пенза, Самара, Саратов, Стерлитамак, Тольятти, Ульяновск, Уфа, Чебоксары). В июне 2011 года ООО «Алькор и Ко» приобрело оставшиеся 30 % долей в ООО «Такос», полностью выкупив сеть Bon Joli. После завершения сделки по консолидации сетей «Л’Этуаль» и Bon Joli прежняя команда топ-менеджмента «Такоса» покинула компанию и занялась развитием новой парфюмерно-косметической сети под брендом Degal.
В 2009 было запущено самостоятельное интернет-издание о мире красоты и гармонии «Bon Joli» (bonjoli.ru), в котором также содержалась и информация о магазинах, работающих под маркой Бон Жоли. С момента выкупа сети ООО «Алькор и Ко» интернет-издание вышло из под его управления и в 2013 году объединилось с интернет-ресурсом «Лучше.Нет» (Luhshe.Net).